# 田思飘
田思飘（5世纪？—480年代），南北朝时南齐武陵郡酉溪地区蛮族起事首领，酉溪蛮人。
酉溪蛮是槃瓠蛮的后裔，分布在今湘、鄂、川、黔的酉水流域地区。刘宋泰始年间，不堪官府压迫。齐高帝建元年间，起兵反萧齐。齐朝派内史王文和率军镇压。变民军引敌深入，从后断其粮道，王文和陷入包围。豫章王萧嶷派遣中兵参军庄明率领湘州镇兵等千余人救援，田思飘等与王文和拒战中，中弩矢身亡，起事失败。